# (21064) Yangliwei
(21064) Yangliwei ist ein Asteroid des Hauptgürtels, der am 6. Juni 1991 vom belgischen Astronomen Eric Walter Elst am La-Silla-Observatorium (IAU-Code 809) der Europäischen Südsternwarte entdeckt wurde.
Der Asteroid wurde im März 2005 nach dem chinesischen Taikonauten Yang Liwei (* 1965) benannt, der am 15. Oktober 2003 mit seinem Raumschiff Shenzhou 5 zum ersten bemannten chinesischen Weltraumflug startete.